# Hamarkrönikan
Hamarkrönikan är en bok som skildrar den norska staden Hamars historia före reformationen. Krönikan tillkom sannolikt på 1540-talet. Författaren är okänd. Hamarkrönikan finns bevarad endast som fragment genom avskrifter gjorda på 1600-talet.